# Аяш
Аяш (тур. Ayaş) — район Турции в иле Анкара, на высоте 910 метров над уровнем моря, в 37 километрах к северо-западу от Анкары, столицы страны. Население 15540 человек по данным 2018 года.
Место славилось медными и серебряными рудниками, а также горячими источниками.
Включает 33 махалли:
- Аккая
- Башаяш
- Башберекет
- Баят
- Байрам
- Гёклер
- Гёкчебаг
- Генчали
- Дервишимам
- Джамиатик
- Ильханкёй
- Илыджа
- Олтан
- Омероглу
- Ортаберекет
- Пынарьяка
- Синанлы-Джума
- Синанлы-Махкеме
- Синанлы-Ходжасинан
- Текке
- Угурчайыры
- Улупынар
- Ферахфаки
- Феруз
- Хадживели
- Хаджимеми
- Хаджиреджеп
- Чаныллы-Улуйол
- Чаныллы-Чигдемджи
- Шейхмухиттин
- Эвджи
- Эмине-Тевфика-Аяшлы
- Ягмурдеде